# Zebda
Zebda – powstały w 1988 roku zespół pochodzący z Tuluzy we Francji. Tworzy mieszankę rapu, rocka, reggae, hip-hopu, dubu, ska, punku i tradycyjnych dźwięków z krajów arabskich, Hiszpanii i Jamajki.
Historia zespołu sięga roku 1985, kiedy to stworzono Zebda Bird. W początkowy skład zespołu wchodzili: Magyd (śpiew i słowa), Pascal (gitara) i Joël (bas). Do pierwszych korekt w składzie doszło w roku 1988, gdy do trzech amatorsko grających członków zespołu dołączyli bracia Mustafa i Hakim (wokale) oraz Vincent (perkusja). Skład ustalił się w roku 1991 wraz z przybyciem klawiszowca Remi'ego. Rok później Zebda wydała swój pierwszy album l'Arène des rumeurs. W albumie tym zespół skrytykował media, poprzez umieszczenie przemówienia Yasser'a Arafata oraz głosów wykrzykujących "SANDINISTA!". Wydanie albumu spowodowało posądzenie zespołu o antysemityzm, ponieważ na okładce albumu widniał młody Palestyńczyk z kamieniem w naciągniętej procy.
W 1995 roku wydana została płyta Le Bruit et l'odeur (Hałas i smród). Tytuł został zaczerpnięty z przemówienia Jacques'a Chirac'a z 1991 roku.
W 1999 roku Zebda wydała kolejny album Essence ordinaire (Tanie paliwo) zawierający hit Tomber la chemise.
Ostatni album grupa wydała w roku 2002. Nosi on nazwę Utopie d'Occas'. Album ten zawiera mroczne teksty o dużej wartości artystycznej przyprawione muzyką taką jak reggae, rock, ska. Atmosfera na tym albumie zmienia się od melancholii do fiesty, od rebelii do spokoju.

## Dyskografia

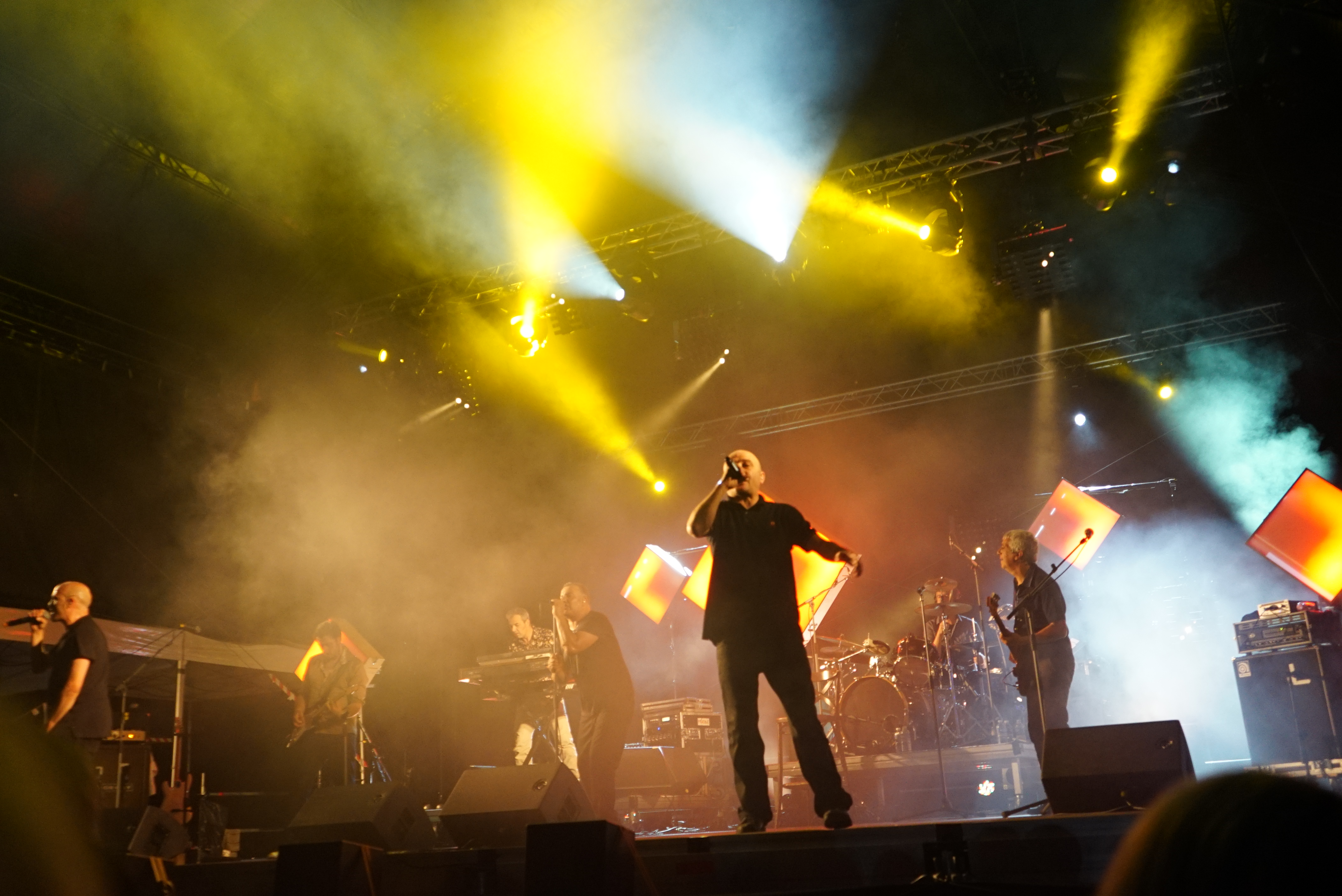
2015

### Single
- Bird (1985)
- Des Mots Crasseux (1989)

### Album
- Carte Nationale d'Identité (1989)
- Zebdomania (1989)
- La France (1990)
- L'Arènes des Rumeurs (1992)
- Le Bruit et l'Odeur (1995)
- Compil 92-95 (1995)
- Essence Ordinaire (1999)
- Utopie d'Occase (2002)
- La Tawa (2003)

### Utwory na składankach
- Ragga Buzzin (1991)
- Motivés (1997)
- Aux Suivant (1998)
- Fermin Muguruza: FM 99.00 Dub Manifest (2000)
- Il y a un Pays... Palestine (2003)